# 작년에 왔던 각설이
《작년에 왔던 각설이》(The Singing Tramp Of Last Year)는 한국에서 제작된 남기남 감독의 1985년 영화이다. 심형래 등이 주연으로 출연하였고 정도환 등이 제작에 참여하였다.

## 출연

### 주연
- 심형래
- 임하룡
- 서지영
- 박동룡

### 조연
- 이해룡
- 주호성
- 남포동
- 오욱
- 김영미
- 국정환
- 김운하
- 길달호
- 배동진
- 남상백
- 조용수
- 장인한
- 윤일주
- 박민호
- 박종설
- 홍윤정
- 유경애
- 조학자
- 김영란
- 이미숙

## 기타
- 제작상무: 진호림
- 제작부장: 원수남
- 제작부장: 신풍균
- 제작부장: 조사준
- 촬영부: 박경원
- 촬영부: 강순열
- 촬영부: 임영식
- 조명: 강광희
- 조명부: 조영철
- 조명부: 유정선
- 조명부: 이관
- 스틸: 박희재
- 조감독: 김봉은
- 연출부: 김태룡
- 연출부: 신정균
- 녹음: 김성찬
- 분장: 노일실
- 의상: 이해윤
- 소품: 배영춘
- 현상: 세방현상소
- 효과: 이재희